# 黄羊镇站
黄羊镇站位于甘肃省武威市凉州区黄羊镇，是兰新铁路的一座火车站，等级为三等站，距兰州站269公里，距乌鲁木齐站1623公里，本站及相邻上下行区间均为电气化区段。本站不办理客运，仅办理货运业务。本站用于缓解武威南站作业压力及承担当地货物运输作业。